# オールデレン
オールデレン（Oorderen）は、アントウェルペン中心部に近いベルギーにあった小村。1965年にアントウェルペン港湾地区の拡大に伴って消滅した。
村への最初の言及は1116年である。1927年、アントウェルペン市に組み込まれた。1965年、アントウェルペンの港湾を拡大したために再開発の対象となった。村のあった場所にはGM社の第二プラントが設けられ、現在ではオペルのプラントとなっている。他の地域には鉄道の操車場や鉄道駅が置かれている。オールデレンのほか、港湾地区の再開発によって消滅した村は、ウィルマースドンク、オーステルウィール、リロであった。

## 写真

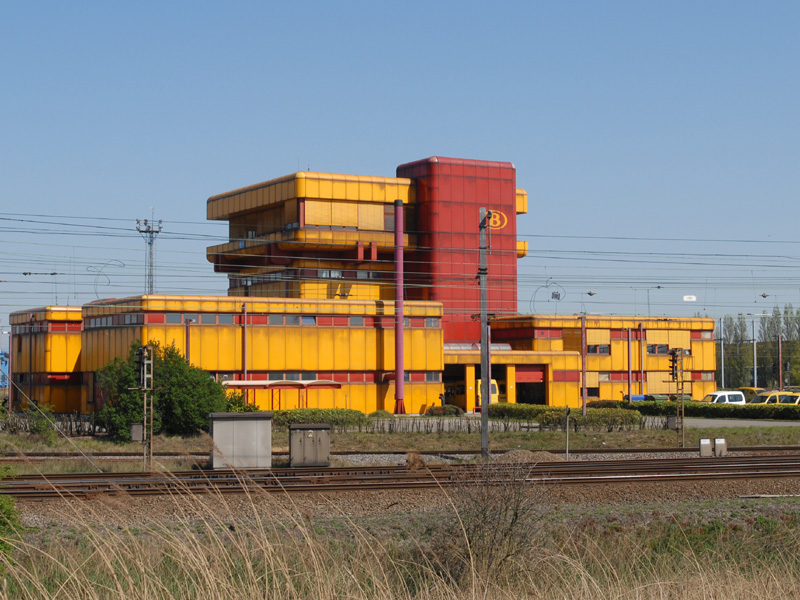
Antwerpen-Noord駅
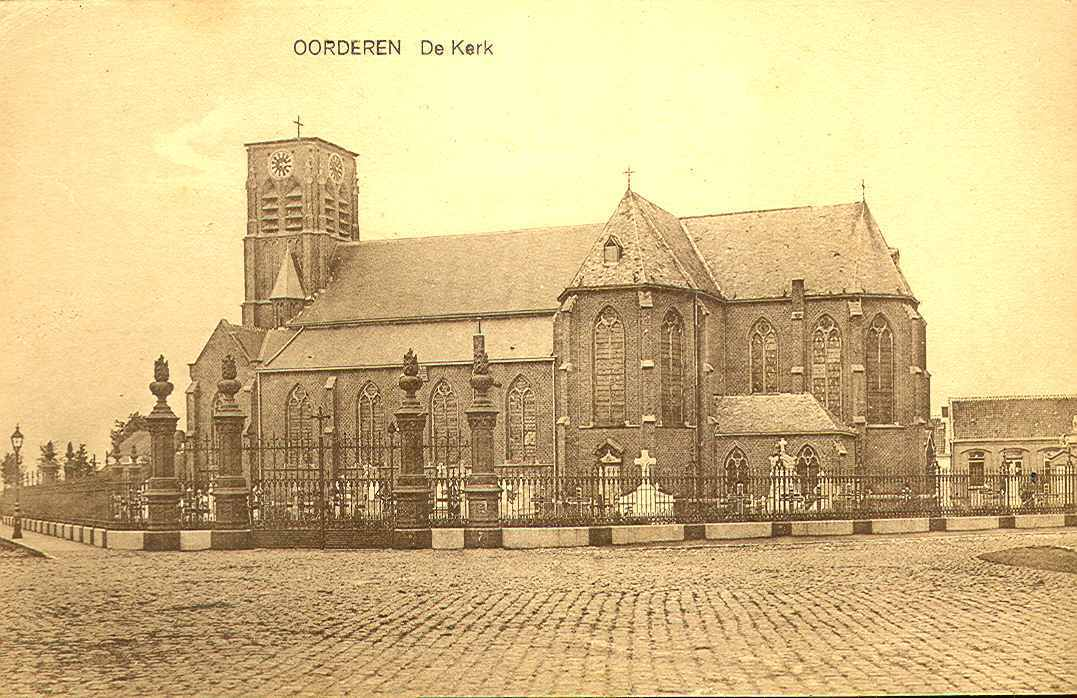
再開発以前の風景